# Anar a l'espia

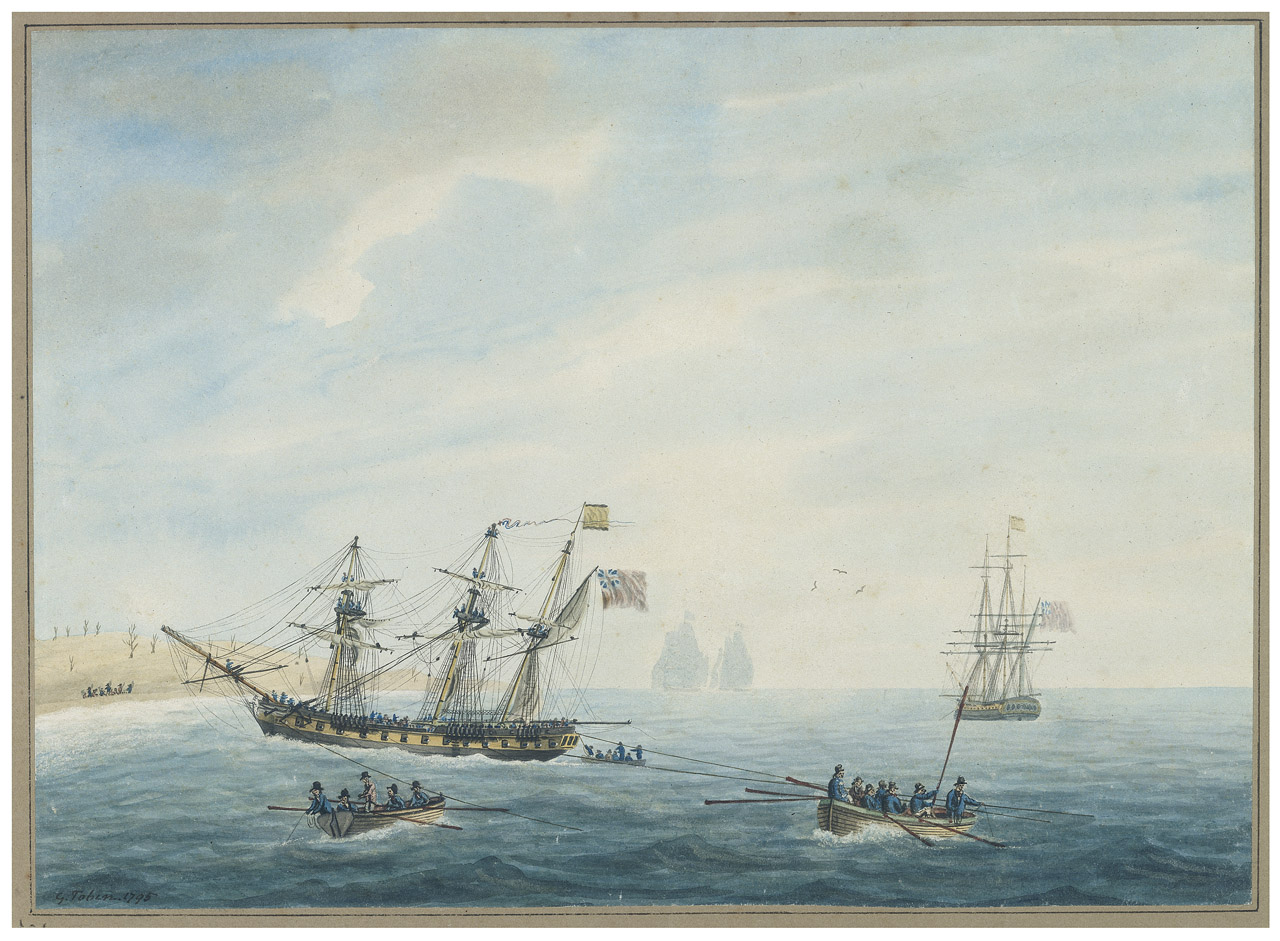
HMS Thetis embarrancat i amb dues espies

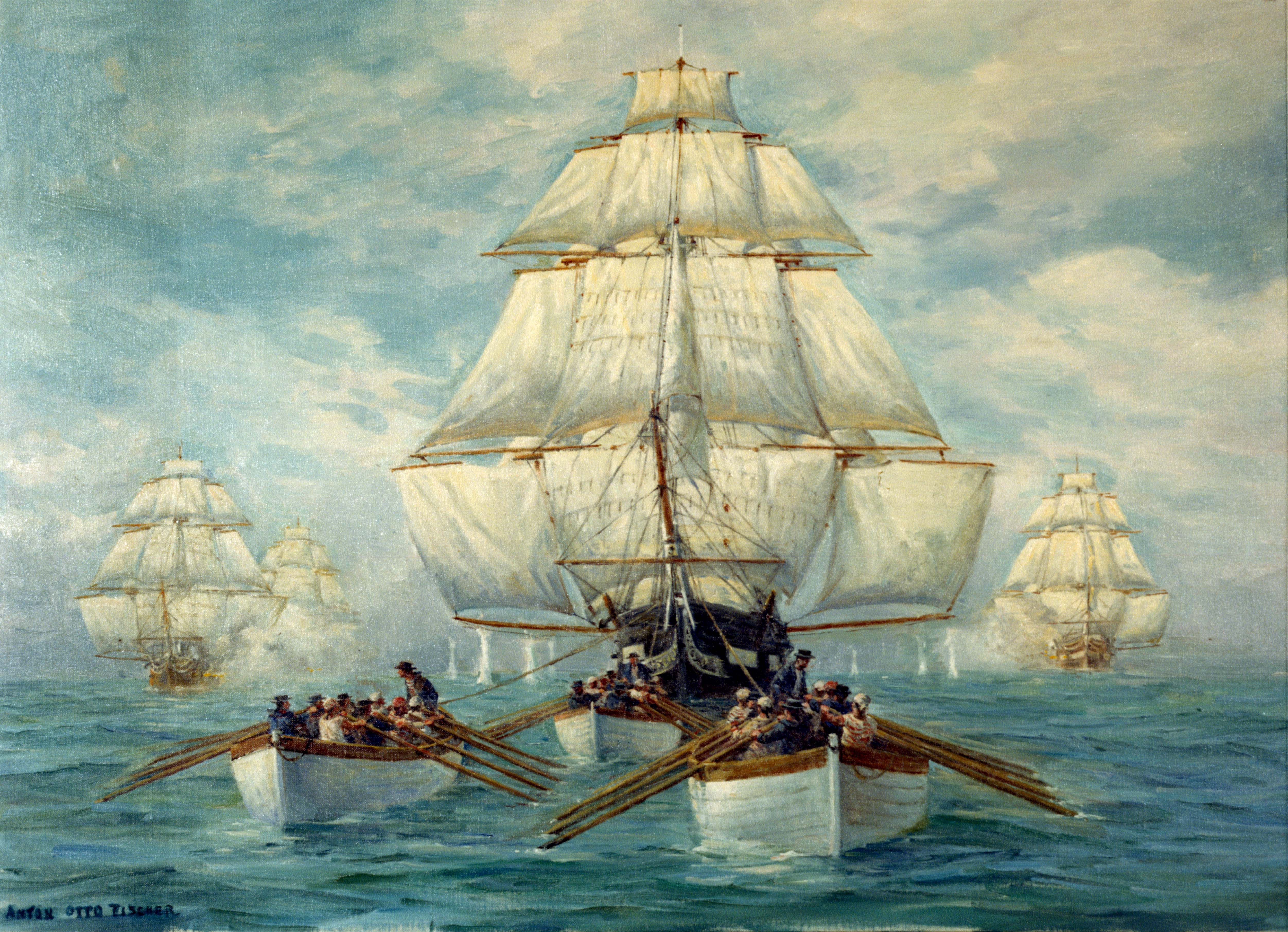
Fragata USS Constitution fugint a remolc de barques auxiliars.

En el camp de la navegació, l’expressió “anar a l’espia” fa referència al desplaçament d’un vaixell aprofitant una corda anomenada “espia” fixada per un dels seus caps a una àncora, una boia o qualsevol accessori que estigui immòbil. En vaixells de vela que no disposen de motor, en situacions de calma o de vent contrari, la maniobra d’anar a l’espia (espiar-se o remolcar-se amb una espia) permet fer navegar el vaixell de forma controlada amb prestacions limitades.

## Propulsió per corda auxiliar
La propulsió amb espies és un cas particular dels sistemes de propulsió amb una corda o diverses cordes auxiliars. Aquestes cordes poden substituir-se per cables o cadenes.
Entre altres poden esmentar-se els sistemes següents:
- remolcar (la corda de remolc uneix el vaixell remolcador i el vaixell remolcat)[6]
- sirgar (la sirga va lligada al vaixell i al conjunt propulsor; el vaixell navega en un riu o canal, la propulsió la fan persones o animals que caminen per la vora)[7]
- navegar amb espies

## Elements materials
En la versió més senzilla l’equipament d’un vaixell per anar a l’espia consta d’una espia (corda relativament llarga i gruixuda) i d’una àncora d’espia (una àncora més petita que l’àncora principal).
Per a navegacions d’exploració o en indrets perillosos o difícils l’equipament es complementa amb espies i àncores auxiliars.
Hi ha diversos exemples d’inventaris de l’equipament de navegar a l’espia en vaixells determinats. Un cas interessant és el del vaixell Endeavour, que disposava de cinc àncores principals.

## Maniobres documentades
La navegació amb espies està explicada en dos tipus de documents: els teòrics i els pràctics. Els primers recullen definicions i procediments genèrics i consten de diccionaris i tractats de navegació.
Els documents pràctics recullen maniobres reals, consignades en diaris de navegació o similars.

## USS Constitution
Entre el 17 i el 19 de juliol de 1812, la fragata nord-americana Constitution fou perseguida per cinc naus britàniques. La fugida de 57 hores es va realitzar, principalment, navegant amb espies (perseguit i perseguidors) i va finalitzar quan la Constitution es va allunyar fora de l’abast dels anglesos.